# Maria Teresa Aguado Molina
Maria Teresa Aguado Molina auch Maite Aguado (* 1976 in Madrid) ist eine spanisch-deutsche Biologin, Kuratorin, Professorin und seit 2022 designierte Direktorin des neuen Biodiversitätsmuseums Göttingen (2026).

## Werdegang
Maria Teresa „Maite“ Aguado Molina wurde 1976 in Madrid geboren. Nach ihrem Biologiestudium an der Universidad Autónoma de Madrid arbeitete sie fünf Jahre als Biologielehrerin und absolviert währenddessen weitere Uniabschlüsse in Erziehungswissenschaften sowie Evolutionsbiologie und Biodiversität. Danach widmete sie sich ihrer Dissertation, die sich mit dem Thema beschäftigte, das ihre wissenschaftliche Karriere bis heute bestimmt: wirbellose Meerestiere, genauer Würmer.
Nach einer Anstellung als Assistenzprofessorin und zwischenzeitlichen Forschungsaufenthalten in den USA wurde sie 2014 zur ordentlichen Professorin an die Autonome Universität Madrid im Bereich Biologie und Zoologie berufen.
2019 zog sie nach Göttingen, wurde Kuratorin, dann 2021 Professorin und 2022 designierte Direktorin des Biodiversitätsmuseums Göttingen der Georgia Augusta und arbeitet als Dozentin für Evolution und Biodiversität am Johann-Friedrich-Blumenbach Institut für Zoologie und Anthropologie.
Maite Aguado lebt mit ihrem Mann Christoph Bleidorn, dem Leiter des neuen Universitätsmuseums Forum Wissen, und ihren zwei gemeinsamen Töchtern in Göttingen.

## Schriften
- Biodiversitätsmuseum Göttingen. Maria Teresa Aguado Molina, Christoph Bleidorn, Sonja Vogt (Hrsg.), Universitätsverlag Göttingen, 2021, ISBN 978-3-8639-5487-1.